# 홋스퍼 웨이
홋스퍼 웨이(Hotspur Way)은 잉글랜드의 축구 훈련장이다. 영국의 수도 런던의 북부 지역인 토트넘에 위치해있으며 프리미어리그에 소속되어있는 팀인 토트넘 홋스퍼의 훈련장이다. 프리미어리그의 최고의 시설 훈련장으로 유명 하다.